# Chu Điện
Chu Điện là một xã thuộc huyện Lục Nam, tỉnh Bắc Giang, Việt Nam.

## Diện tích, dân số
Xã Chu Điện có diện tích 14,32 km², dân số năm 1999 là 9755 người, mật độ dân số đạt 681 người/km².